# Yoshi Touch & Go
Yoshi Touch & Go, in Japan erschienen als Catch! Touch! Yoshi! (jap.: キャッチ! タッチ! ヨッシー!, Hepburn: Kyatchi! Tatchi! Yosshī!), ist ein Jump-’n’-Run-Videospiel, das von Nintendo EAD entwickelt und von Nintendo erstmals 2005 für den Nintendo DS veröffentlicht wurde. 2015 erschien das Spiel im Rahmen des Virtual-Console-Angebots für den Nintendo eShop der Wii U.

## Spielprinzip
Yoshi Touch & Go ist ein Jump ’n’ Run. Anders als in den meisten Spielen dieses Genres wird der Spielcharakter Yoshi nicht über die Tasten des Nintendo DS, sondern mithilfe eines Stylus auf dem Touchscreen gesteuert.
Im normalen Spielmodus besteht ein Level aus zwei Bestandteilen. Es startet mit einem vertikal scrollenden Abschnitt, in dem ein Storch Baby Mario vom Himmel fallen lässt. Auf dem Weg zum Boden sind mehrere Gegner sowie Sammelgegenstände wie Münzen verteilt. Der Spieler muss mit dem Stylus auf dem Touchscreen einen Weg zeichnen. Dadurch entsteht ein Wolkenpfad, auf dem Baby Mario nach unten fällt. Der Spieler muss dabei Baby Mario von den Gegnern fernhalten. Für gesammelte Münzen erhält der Spieler Bonuspunkte. Sobald Baby Mario den Boden erreicht, fängt Yoshi ihn auf. Nun beginnt ein horizontal scrollender Abschnitt, bei dem Yoshi sich selbstständig nach vorne bewegt. Der Spieler kann aber bewirken, dass Yoshi springt oder dass er Eier auf Gegner wirft. Die Wurfrichtung kann der Spieler mit dem Stylus beeinflussen. Wie in den vertikalen Abschnitten kann der Spieler auch hier Wolkenpfade zeichnen, um Yoshi etwa über Abgründe zu leiten. Hat Yoshi das Ziel erreicht, so wird der über die gesammelten Münzen erreichte Punktestand in eine Highscore-Tabelle eingetragen.
Neben dem normalen Spielmodus enthält das Spiel noch weitere Bonusmodi. Im Marathon-Modus haben die Level kein Ziel und der Spieler muss Yoshi so weit wie möglich laufen lassen. Im Time-Attack-Modus haben die Level ein Zeitlimit. Der Challenge-Modus kombiniert beide Bonusmodi.

## Entwicklung und Veröffentlichung
Yoshi Touch & Go wurde von Nintendo EAD entwickelt und von Nintendo herausgegeben. Der Producer des Spiels war Takashi Tezuka, der auch schon die Entwicklung der vorherigen Yoshi-Spiele leitete. Director war Hiroyuki Kimura und der Lead Programmer Keizo Ohta.
Ursprünglich war Yoshi Touch & Go als Spiel für den GameCube geplant. Zu Beginn der Entwicklung hatte das Spiel den Projekttitel Balloon Trip und es sollte nur ein Spiel mit kleinerem Budget und Entwicklerteam werden. Nachdem auf der E3 2004 eine Demo des Spiels positive Resonanz erhalten hatte, wurde das Entwicklerteam vergrößert. Auf Wunsch von Shigeru Miyamoto wurde das Spiel nun für den Nintendo DS entwickelt, da er meinte, dass das Spiel auf dem neuen Handheld auf größeren Anklang stoßen werde.
Das Spiel erschien schließlich am 27. Januar 2005 in Japan, in Nordamerika wurde es am 14. März 2005 veröffentlicht und in Europa zwei Monate später am 6. Mai 2005. Für die Virtual Console der Wii U erschien eine Emulation des Spiels. Diese erschien in Nordamerika am 9. April 2015, in Europa am 23. Juli 2015 und in Japan am 18. Mai 2016.

## Rezeption
Yoshi Touch & Go erhielt von der Fachpresse überwiegend durchschnittliche bis positive Wertungen. Auf der Bewertungswebsite Metacritic hat das Spiel – basierend auf 41 Bewertungen – einen Metascore von 73 von 100 möglichen Punkten.
Gelobt wurde die Ausnutzung der neuen Funktionen des Nintendo DS. So lobte Craig Harris von IGN, dass Yoshi Touch & Go eines der ersten Spiele sei, das die Möglichkeiten des Nintendo DS vollkommen ausnutze:

“(...) nearly every game for the handheld system so far have been titles that arguably could have been pulled off easily on other gaming systems, portable or console. The same, however, cannot be said for Yoshi Touch & Go. (...) Its use of the touch screen and system microphone as integral parts of the gameplay introduce a lot of creativity, and its excellent wireless two player mode just adds that much more enjoyment to an already one-of-a-kind gaming experience.”

„(...) fast jedes bisher erschienene Spiel für den Handheld hätte wohl auch auf anderen Spielsystemen, Handhelds oder Konsolen zustande gebracht werden können. Das Gleiche kann man jedoch nicht über Yoshi Touch & Go sagen. (...) Dessen Nutzung von Touchscreen und dem Mikrofon als integrale Bestandteile des Spielprinzips führen eine Menge Kreativität ein, und der exzellente drahtlose Zweispieler-Modus fügt viel mehr Spaß zu einem bereits einmaligen Spielerlebnis hinzu.“

Hingegen wurde kritisiert, dass das Spiel nicht abwechslungsreich ist. Paul Kautz von 4Players fand die Spielabschnitte monoton. Das bloße Zeichnen von Wolken auf dem Touchscreen des Nintendo DS sei nicht abwechslungsreich. Auch weil jedes Level aus den gleichen zwei Spielabschnitten bestehe, werde das Spiel schnell langweilig. Ryan Davis von GameSpot sah dies ähnlich. Jedoch stufte er die vertikalen Spielabschnitten als anspruchsvoller ein, da nur auf dem unteren Bildschirm des Nintendo DS gezeichnet werden könne, während Baby Mario aber auf dem oberen Bildschirm falle. Dadurch müsse der Spieler genauer nachdenken, wie er die Wolkenpfade zeichne, sodass Baby Mario nicht von Gegnern getroffen werde.

## Verkaufszahlen
Bis zum November 2006 wurde Yoshi Touch & Go in Japan nach Angaben der Famitsu über 197.000 Mal verkauft. Damit gehörte es zu den 100 bis zum Jahr 2006 am meisten verkauften Nintendo-DS-Spielen in Japan; genauer war das Spiel auf Platz 34 dieser Liste.